# Kelex
Kelex es un personaje ficticio del universo de DC Comics, habitualmente representado como un robot asistente en las historias relacionadas con Superman. Su primera aparición tuvo lugar en The Man of Steel #1 (1986), creado por John Byrne durante la reestructuración del origen de Superman tras la saga Crisis on Infinite Earths. Kelex es conocido por ser uno de los sirvientes robóticos kryptonianos de la Casa de El, tanto en Krypton como más tarde en la Tierra, y por su papel como cuidador de la Fortaleza de la Soledad.
Originalmente, Kelex sirvió a Jor-El, el padre biológico de Superman (Kal-El), como ayudante doméstico y asistente técnico en Krypton. Su lealtad y programación lo llevaron a desempeñar un rol importante durante los últimos días del planeta, siendo testigo de los experimentos de Jor-El y ayudando en la construcción de la cápsula que salvaría a Kal-El. Tras la destrucción de Krypton, Kelex fue recreado o reconstruido por Superman en la Tierra como parte de la tecnología kryptoniana de la Fortaleza de la Soledad, utilizando cristales de memoria y tecnología de replicación avanzada.
Kelex actúa como un mayordomo y guardián de la Fortaleza. Está programado con protocolos de asistencia, defensa, diagnóstico y mantenimiento, y posee vastos conocimientos sobre la cultura kryptoniana, así como sobre la tecnología alienígena almacenada en la base. En muchas versiones, Kelex también monitorea la salud de Superman, ofrece apoyo logístico, cuida de visitantes como Supergirl o Krypto, y puede operar sistemas avanzados, como cámaras de regeneración, sistemas de seguridad y portales interdimensionales.
A lo largo de los años, Kelex ha aparecido en numerosas historias en los cómics, tanto en continuidades pre como post-Flashpoint y Rebirth. Ha tenido apariciones en series animadas como Superman: The Animated Series y Justice League Unlimited, y en series en acción real como Supergirl, donde mantiene su rol como el asistente tecnológico de la Fortaleza. También ha aparecido en el cine de acción real como Superman (2025).
Aunque no es un personaje principal, Kelex se ha consolidado como una figura recurrente dentro del universo de Superman, representando la conexión entre el Hombre de Acero y su herencia kryptoniana.

## Historia de la publicación
Kelex apareció por primera vez en The Man of Steel # 1 y fue creado por John Byrne.

## Biografía ficticia del personaje
Apareció por primera vez en The Man of Steel # 1, en el que fue uno de los Robot de Servicio Kryptoniano de Jor-El en el planeta Krypton. Presumido destruido junto con Jor-El y el resto de Krypton, Kelex ha vuelto sin embargo como el sirviente robótico primario de Superman dentro de la fortaleza de la soledad donde él trabaja como cuidador de la característica.
Cuando Kelex apareció por primera vez en 'The Man of Steel', estaba solo en una página de la primera edición, y saludó a su amo, Jor-El, a su regreso. Jor-El entonces le ordena que traiga al bebé Kal-El (que se convertiría en Superman) en su matriz de parto. Se revela en la conversación con otro de los robots de servicio de Jor-El que Kelex había servido a Jor-El toda su vida, mucho más tiempo que el otro robot, y nunca lo había visto así. El robot no apareció para el resto de la edición, ni para el resto de la miniserie. Se presumía que se destruyó junto con el planeta Krypton.
Más tarde, cuando un dispositivo kryptoniano conocido como 'el Erradicador' fue obtenido por Superman, trata de recrear Krypton en la Tierra, comenzando con el Polo Sur en la Antártida. Superman la detiene, pero el intento ha creado la Fortaleza de la Soledad. Junto con la fortaleza se había creado un grupo de sirvientes robóticos, uno de los cuales era una recreación de Kelex. Kelex es en gran medida indistinguible de los otros robots kryptonianos que mantuvieron la fortaleza.
Atiende a la versión falsa, el Erradicador de Superman que había tomado la residencia en la Fortaleza.
Kelex se utiliza como un dispositivo de encuadre para un recorrido de una Fortaleza de la Soledad rediseñada.
La Fortaleza de la Soledad es dramáticamente rediseñada cuando Dominus tomó el control mental de Superman. Luego es destruido por Lex Luthor, dañando gravemente a Kelex. Cuando Superman regresa a la fortaleza, repara al robot lo suficiente como para permitirle hablar. Ambos fueron enviados a una réplica fantasmal de la Fortaleza, completa en cada detalle. Superman es capaz de mantener un enlace a la fortaleza fantasmal a través de Kelex, ahora reducido a una cabeza. El robot entonces asiste a Superman en una crisis; Un doble androide, programado para proteger a Lois Lane, se había vuelto defectuoso. Kelex es vital en hacer el doble se para abajo y así rescatar a Lois. Más tarde, al darse cuenta de que Brainiac 13 es vulnerable a la tecnología kryptoniana, Superman reconstruye completamente a Kelex, utilizando para coordinar un ataque contra Brainiac 13 al hacer que Kelex transmita instrucciones a Lex Luthor y reactive más tarde a Tornado Rojo.
Kelex opera disfrazado como el héroe 'Steel' por un tiempo. Kelex aparece en un número de 'Superboy'; Él transcribe sus impresiones del Krypto, que está ayudando a gente puesta en peligro por una invasión alienígena.
La fortaleza fue restaurada más adelante dentro de un teseracto (un espacio infinito dentro de una contención finita), y Kelex es una vez más su cuidador. Natasha Irons reprograma a Kelex para que hablara más en argot, como llamar a Superman 'Big Blue'. Durante la historia de "Superman: Godfall", incluso usa "yo mama!" como un regreso.
Esa encarnación de la Fortaleza es destruida durante la historia de "Para Mañana", y se desconoce si Kelex sobrevive a su destrucción. Después de que Superman trasladó su nueva fortaleza portátil a América del Sur, Kelex fue visto nuevamente en la serie gráfica limitada Superman & Batman vs. Aliens & Depredador, aunque el estatus canónico de esta serie no está claro.
El último número de Justice League of America (vol. 2) relata brevemente una historia que revela que Kelex eventualmente regresó y trató de conquistar la Tierra al tomar el control de todos los robots del planeta y forzarlos a atacar a la población humana. Fue destruido por Supergirl y Jesse Quick, poniendo fin a la amenaza.

## Poderes y habilidades
Kelex ha mejorado su visión y puede volar.

## En otros medios

### Televisión
- En CBS's Supergirl, Kelex apareció en el episodio 'para la chica que tiene todo'. Cuando Kara fue inducida por una planta alienígena Black Mercy y se despertó en Krypton aparentemente revivido, Kelex se presentó a ella como una asistente médica robótica. Ella le explicó a la confundida Kara que tenía fiebre y que su temperatura se estaba estabilizando. En el episodio "Solitude", otra versión de Kelex, esta vez con voz masculina, sirve como guía para la Fortaleza de la Soledad de Superman, para Supergirl y James "Jimmy" Olsen, y para ayudarlos, mientras los dos trabajan para neutralizar. la amenaza que representa Indigo, también conocido como Brainiac 8. En el episodio "Myriad", dentro de la Fortaleza, Kelex se negó a darle a Kara información del programa Myriad y en su lugar la dirigió a un holograma de su madre. En "Los últimos hijos de Krypton", Superman le ordenó a Kelex que escaneara su mano en busca de materiales residuales de una pelea con John Corben, también conocido como Metallo, con material revelado como prometió. Al final de "The Darkest Place", Kelex sospecha de un intruso dentro de la fortaleza, solo para identificarse como Kara, quien en realidad es Hank Henshaw de Cadmus, quien usa su sangre para acceder al programa llamado "Medusa". En "Medusa", Kelex se niega a darle acceso a Kara al Proyecto Medusa y en su lugar la identifica como una intrusa y ataca a Kara a quien ella lo destruye.

### Película
- En El hombre de acero (2013), Kelor (con la voz de Carla Gugino) y su contraparte Kelex (con la voz de Rondel Reynoldson) sirven como ayudantes de Jor-El y Lara, mientras intentan preparar el escape de su hijo de Krypton. Son destruidos durante la destrucción de Krypton. Otra versión de Kelor aparece más tarde en la nave exploradora kryptoniana descubierta por Clark.
- En Batman v Superman: Dawn of Justice (2016), Kelor es reactivado en secreto por Lex Luthor, a quien el gobierno estadounidense le dio acceso gratuito a la nave exploradora kryptoniana. Él le ordena que le enseñe todos sus conocimientos, incluida la identidad secreta de Superman, y utiliza ese conocimiento para crear a Doomsday, aunque Kelor desaconseja la creación de Doomsday ya que el Consejo Kryptoniano prohibió la creación de criaturas como él.
- Kelex y Kelor aparecen brevemente en Reign of the Supermen, donde sirven como robots de Superman en la Fortaleza de la Soledad. Sus actores de voz no están acreditados.

### Videojuegos
- Kelex en su iteración El hombre de acero aparece en Lego Batman 3: Beyond Gotham como DLC.